# Желтоточечная червяга
Желтоточечная червяга (лат. Herpele squalostoma) — вид земноводных из семейства Herpelidae отряда безногих (Gymnophiona). Внешне похожи на крупных дождевых червей. Встречаются в центральной и крайней восточной части Западной Африки (юго-восточная Нигерия, Камерун, западная Центральноафриканская республика, Экваториальная Гвинея (включая Биоко), Габон, Республика Конго, западная Демократическая Республика Конго и, возможно, провинция Кабинда (Ангола).

## Описание
Длина тела голотипа 41 см. Тело имеет цилиндрическую форму и ширину 6—8 мм. Рыло заметно выдается. Глаза покрыты костью и не видны снаружи. Существует менее 135 первичных колец (116—132 у 112 образцов) и 12—16 вторичных колец, которые не опоясывают тело. Тело зафиксированных особей тёмно-оливкового цвета и покрыто мелкими желтоватыми пятнами.

## Размножение
Самка размером 36 см была найдена с выводком из 16 молодых особей во влажной почве на глубине около 0,1 м. Молодь имела общую длину около 11—12 см. Самые крупные из известных яиц этого вида имеют размеры 3,5 мм на 2,6 мм. Как и другие представители семейства, желтоточечная червяга вероятно, яйцекладущая. Кроме того самки заботятся о потомстве: молодые питаются кожей матери (они «дерматофаги»). Молодые, вероятно, становятся независимыми, когда достигают общей длины около 10—12 см.

## Среда обитания и охрана
Желтоточечная червяга встречается в равнинных лесах, а также на плантациях фруктовых деревьев, в сельских садах и вторичных лесах. Её верхний предел высоты неизвестен, но в Камеруне она обнаружена на высоте не менее 800 м над уровнем моря. По-видимому, ведёт в основном роющий образ жизни.
В небольших количествах встречается на международном рынке домашних животных, но неизвестно, может ли это угрожать благополучию вида. У этого вида был обнаружен грибок Batrachochytrium dendrobatidis, а значит хитридиомикоз представляет для неё потенциальную угрозу. Желтоточечная червяга встречается во многих охраняемых районах, в том числе в национальном парке Коруп в Камеруне и в национальном парке Мукалаба-Дуду в Габоне.